# Nouvelle-Zélande aux Jeux olympiques d'hiver de 2010
Cet article contient des informations sur la participation et les résultats de la Nouvelle-Zélande aux Jeux olympiques d'hiver de 2010 à Vancouver au Canada.

## Cérémonies d'ouverture et de clôture

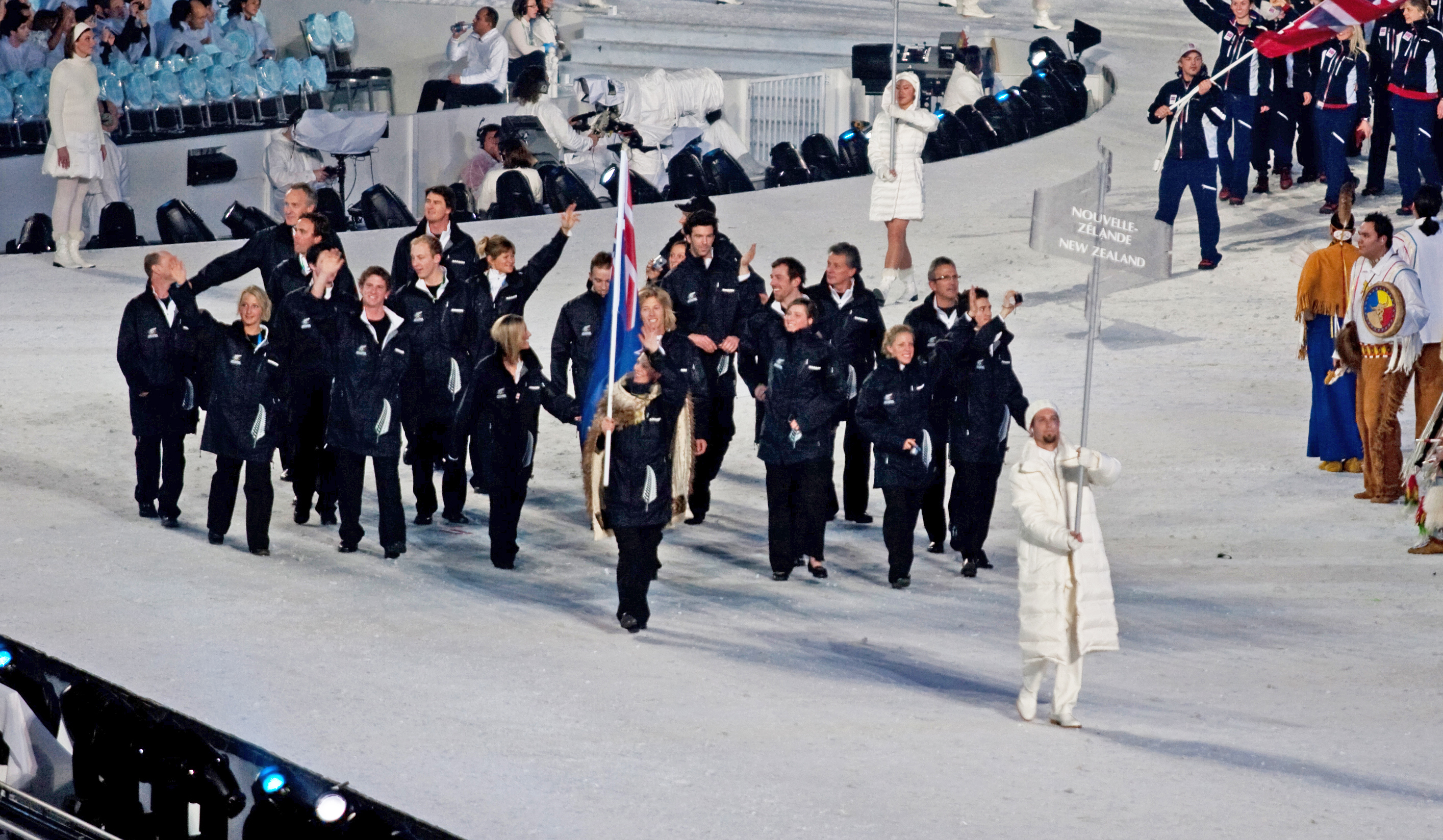
Entrée de la délégation néo-zélandaise lors de la cérémonie d'ouverture.

Comme cela est de coutume, la Grèce, berceau des Jeux olympiques, ouvre le défilé des nations, tandis que le Canada, en tant que pays organisateur, ferme la marche. Les autres pays défilent par ordre alphabétique. La Nouvelle-Zélande est la 59e des 82 délégations à entrer dans le BC Place Stadium de Vancouver au cours du défilé des nations durant la cérémonie d'ouverture, après les Pays-Bas et avant la Norvège. Cette cérémonie est dédiée au lugeur géorgien Nodar Kumaritashvili, mort la veille après une sortie de piste durant un entraînement. Le porte-drapeau du pays est la snowboardeuse Juliane Bray.
Lors de la cérémonie de clôture qui se déroule également au BC Place Stadium, les porte-drapeaux des différentes délégations entrent ensemble dans le stade olympique et forment un cercle autour du chaudron abritant la flamme olympique. Le drapeau néo-zélandais est alors porté par Ben Sandford, spécialiste du skeleton.

## Engagés par sport

### Biathlon
Femmes
- Sarah Murphy

### Patinage de vitesse
Hommes
- Shane Dobbin

### Patinage de vitesse sur piste courte
Hommes
- Blake Skjellerup

### Skeleton
Hommes
- Iain Roberts
- Ben Sandford

Femmes
- Tionette Stoddard

### Ski acrobatique
Femmes
- Michelle Greig

### Ski alpin

#### Qualification
Trois-cent-vingt places sont attribuables en ski alpin pour les Jeux olympiques de Vancouver, dans la limite de vingt-deux skieurs par nation. Chaque délégation ne peut engager plus de quatre skieurs par épreuve. La période d'obtention des quotas s'étale entre juillet 2008 et le 25 janvier 2010. Pour se qualifier, les skieurs classés parmi les 500 premiers de chaque épreuve au classement établi par la Fédération internationale de ski (FIS) sont admissibles, en sachant que pour les épreuves de descente, de super-combiné et de super-G, les skieurs doivent détenir un maximum de 120 points FIS dans l'épreuve concernée. Si une nation ne possède aucun skieur réalisant ces critères, il lui est néanmoins possible d'engager un skieur dans les épreuves de slalom et de slalom géant, à condition que celui-ci ait participé aux 2009 et qu'il ne dépasse pas les 140 points FIS dans l'épreuve concerneée. Tim Cafe se qualifie pour l'épreuve du super-G en faisant partie des 500 premiers du classement FIS dans cette épreuve. Il en est de même pour Benjamin Griffin, qui se qualifie également pour l'épreuve du slalom géant.

#### Résultats
| Athlète          | Épreuve      | Temps final        | Retard | Rang |
| ---------------- | ------------ | ------------------ | ------ | ---- |
| Benjamin Griffin | Super-G      | Abandon            | -      | -    |
| Benjamin Griffin | Slalom géant | Abandon (Manche 1) | -      | -    |
| Tim Cafe         | Super-G      | 1 min 35 s 55      | 5 s 21 | 38e  |

### Ski de fond
Hommes
- Benjamin Koons

Femmes
- Katherine Calder

### Snowboard
Hommes
- Mitchell Brown
- James Hamilton

Femmes
- Juliane Bray
- Kendall Brown
- Rebecca Sinclair